# Гусев, Владимир Викторович
Влади́мир Ви́кторович Гу́сев (23 апреля 1944, Архангельск — 3 марта 2002, Архангельск) — советский судоремонтник. Депутат Совета Союза Верховного Совета СССР 11 созыва (1984—1989) от Архангельской области. Лауреат Государственной премии СССР (1982).

## Биография
Родился 23 апреля 1944 года в Архангельске. С 1961 года работал учеником слесаря на заводе «Красная Кузница» в Архангельске, затем возглавил комсомольско-молодёжную бригаду слесарей-судоремонтников, которая в 1974 году была признана лучшей по министерству морского флота СССР. В 1980 г. переведен во вновь созданный доковый цех завода, руководил сквозной укрупненной бригадой из 45 человек, которая работала по методу бригадного подряда. Внедрил в производство 14 рационализаторских предложений.
Бригада Владимира Гусева выполняла план на 130—145 %, коллектив бригады регулярно становился победителем социалистических соревнований. Работал на «Красной Кузнице» вплоть до выхода на пенсию в конце 90-х гг.
Скончался 3 марта 2002 года. Похоронен в Архангельске на кладбище «Южная Маймакса».

## Награды
- Государственная премия СССР (1983);
- орден Трудовой Славы 3-й степени;
- медали